# Liste der Städte und Gemeinden in Mittelhessen

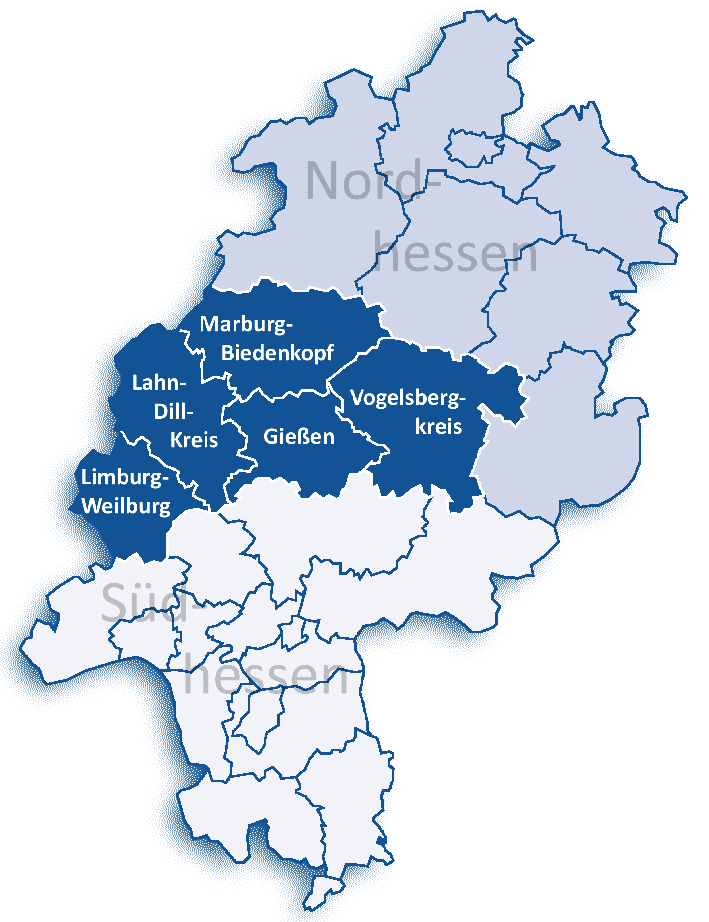
Die Region Mittelhessen

In dieser sortierbare Liste der Städte und Gemeinden in Mittelhessen sind alle 101 Städte und Gemeinden der Region Mittelhessen, also des Regierungsbezirks Gießen, gemäß ihrem Status im Regionalplan Mittelhessen aufgelistet.
| Name                          | Landkreis | Status                                              |
| ----------------------------- | --------- | --------------------------------------------------- |
| Gießen                        | GI        | Oberzentrum                                         |
| Marburg                       | MR        | Oberzentrum                                         |
| Wetzlar                       | LDK       | Oberzentrum                                         |
| Limburg an der Lahn           | LM        | Mittelzentrum mit Teilfunktionen eines Oberzentrums |
| Alsfeld                       | VB        | Mittelzentrum                                       |
| Bad Camberg                   | LM        | Mittelzentrum                                       |
| Biedenkopf                    | MR        | Mittelzentrum                                       |
| Braunfels                     | LDK       | Mittelzentrum                                       |
| Dillenburg                    | LDK       | Mittelzentrum                                       |
| Gladenbach                    | MR        | Mittelzentrum                                       |
| Grünberg (Hessen)             | GI        | Mittelzentrum                                       |
| Hadamar                       | LM        | Mittelzentrum                                       |
| Haiger                        | LDK       | Mittelzentrum                                       |
| Herborn                       | LDK       | Mittelzentrum                                       |
| Hungen                        | GI        | Mittelzentrum                                       |
| Kirchhain                     | MR        | Mittelzentrum                                       |
| Laubach                       | GI        | Mittelzentrum                                       |
| Lauterbach (Hessen)           | VB        | Mittelzentrum                                       |
| Schotten (Stadt)              | VB        | Mittelzentrum                                       |
| Solms                         | LDK       | Mittelzentrum                                       |
| Stadtallendorf                | MR        | Mittelzentrum                                       |
| Weilburg                      | LM        | Mittelzentrum                                       |
| Aßlar                         | LDK       | Unterzentrum                                        |
| Angelburg                     | MR        | Unterzentrum                                        |
| Biebertal                     | GI        | Unterzentrum                                        |
| Breidenbach                   | MR        | Unterzentrum                                        |
| Buseck                        | GI        | Unterzentrum                                        |
| Dautphetal                    | MR        | Unterzentrum                                        |
| Dietzhölztal                  | LDK       | Unterzentrum                                        |
| Driedorf                      | LDK       | Unterzentrum                                        |
| Ehringshausen                 | LDK       | Unterzentrum                                        |
| Eschenburg                    | LDK       | Unterzentrum                                        |
| Grebenhain                    | VB        | Unterzentrum                                        |
| Herbstein                     | VB        | Unterzentrum                                        |
| Homberg (Ohm)                 | VB        | Unterzentrum                                        |
| Hünfelden                     | LM        | Unterzentrum                                        |
| Langgöns                      | GI        | Unterzentrum                                        |
| Linden (Hessen)               | GI        | Unterzentrum                                        |
| Lollar                        | GI        | Unterzentrum                                        |
| Mengerskirchen                | LM        | Unterzentrum                                        |
| Mücke (Hessen)                | VB        | Unterzentrum                                        |
| Neustadt (Hessen)             | MR        | Unterzentrum                                        |
| Pohlheim                      | GI        | Unterzentrum                                        |
| Reiskirchen                   | GI        | Unterzentrum                                        |
| Runkel                        | LM        | Unterzentrum                                        |
| Schlitz (Vogelsbergkreis)     | VB        | Unterzentrum                                        |
| Staufenberg (Hessen)          | GI        | Unterzentrum                                        |
| Steffenberg                   | MR        | Unterzentrum                                        |
| Villmar                       | LM        | Unterzentrum                                        |
| Weilmünster                   | LM        | Unterzentrum                                        |
| Wettenberg                    | GI        | Unterzentrum                                        |
| Wetter (Hessen)               | MR        | Unterzentrum                                        |
| Allendorf (Lumda)             | GI        | Kleinzentrum                                        |
| Amöneburg                     | MR        | Kleinzentrum                                        |
| Antrifttal                    | VB        | Kleinzentrum                                        |
| Bad Endbach                   | MR        | Kleinzentrum                                        |
| Beselich                      | LM        | Kleinzentrum                                        |
| Bischoffen                    | LDK       | Kleinzentrum                                        |
| Brechen                       | LM        | Kleinzentrum                                        |
| Breitscheid (Hessen)          | LDK       | Kleinzentrum                                        |
| Cölbe                         | MR        | Kleinzentrum                                        |
| Dornburg                      | LM        | Kleinzentrum                                        |
| Ebsdorfergrund                | MR        | Kleinzentrum                                        |
| Elbtal                        | LM        | Kleinzentrum                                        |
| Elz                           | LM        | Kleinzentrum                                        |
| Feldatal                      | VB        | Kleinzentrum                                        |
| Fernwald                      | GI        | Kleinzentrum                                        |
| Freiensteinau                 | VB        | Kleinzentrum                                        |
| Fronhausen                    | MR        | Kleinzentrum                                        |
| Gemünden (Felda)              | VB        | Kleinzentrum                                        |
| Grebenau                      | VB        | Kleinzentrum                                        |
| Greifenstein                  | LDK       | Kleinzentrum                                        |
| Heuchelheim an der Lahn       | GI        | Kleinzentrum                                        |
| Hohenahr                      | LDK       | Kleinzentrum                                        |
| Hüttenberg (Hessen)           | LDK       | Kleinzentrum                                        |
| Kirtorf                       | VB        | Kleinzentrum                                        |
| Lahnau                        | LDK       | Kleinzentrum                                        |
| Lahntal                       | MR        | Kleinzentrum                                        |
| Lautertal (Vogelsberg)        | VB        | Kleinzentrum                                        |
| Leun                          | LDK       | Kleinzentrum                                        |
| Löhnberg                      | LM        | Kleinzentrum                                        |
| Lohra                         | MR        | Kleinzentrum                                        |
| Merenberg                     | LM        | Kleinzentrum                                        |
| Mittenaar                     | LDK       | Kleinzentrum                                        |
| Münchhausen (am Christenberg) | MR        | Kleinzentrum                                        |
| Rabenau (Hessen)              | GI        | Kleinzentrum                                        |
| Rauschenberg                  | MR        | Kleinzentrum                                        |
| Romrod                        | VB        | Kleinzentrum                                        |
| Schöffengrund                 | LDK       | Kleinzentrum                                        |
| Schwalmtal (Hessen)           | VB        | Kleinzentrum                                        |
| Selters (Taunus)              | LM        | Kleinzentrum                                        |
| Siegbach                      | LDK       | Kleinzentrum                                        |
| Sinn (Hessen)                 | LDK       | Kleinzentrum                                        |
| Ulrichstein                   | VB        | Kleinzentrum                                        |
| Waldbrunn                     | LM        | Kleinzentrum                                        |
| Waldsolms                     | LDK       | Kleinzentrum                                        |
| Wartenberg (Hessen)           | VB        | Kleinzentrum                                        |
| Weimar (Lahn)                 | MR        | Kleinzentrum                                        |
| Weinbach                      | LM        | Kleinzentrum                                        |
| Wohratal                      | MR        | Kleinzentrum                                        |

## Fußnote
1. ↑  Legende: GI=Landkreis Gießen, LDK=Lahn-Dill-Kreis, LM=Landkreis Limburg-Weilburg, MR=Landkreis Marburg-Biedenkopf, VB=Vogelsbergkreis